# Pimelodella yuncensis
Pimelodella yuncensis és una espècie de peix de la família dels heptaptèrids i de l'ordre dels siluriformes.

## Morfologia
Els mascles poden assolir els 4,8 cm de llargària total.

## Distribució geogràfica
Es troba a Amèrica: Brasil.